# Инглиш (Индиана)
Инглиш (англ. English) — город и административный центр округа Крофорд в штате Индиана в Соединённых Штатах Америки.
Согласно данным переписи населения США 2020 года число жителей города 
составляло 685 человек, что, для такого небольшого населённого пункта, существенно больше (+ 6.2%), чем было во время предыдущей переписи проводившейся в 2010 году (645 человек).

## История
Инглиш был основан в 1839 году и по 1884 год, вплоть до своего включения в реестр штата, поселение называлось Хартфорд (англ. Hartford). Он был переименован в English в честь американского политика Уильяма Хейдена Инглиша ещё при жизни последнего. 

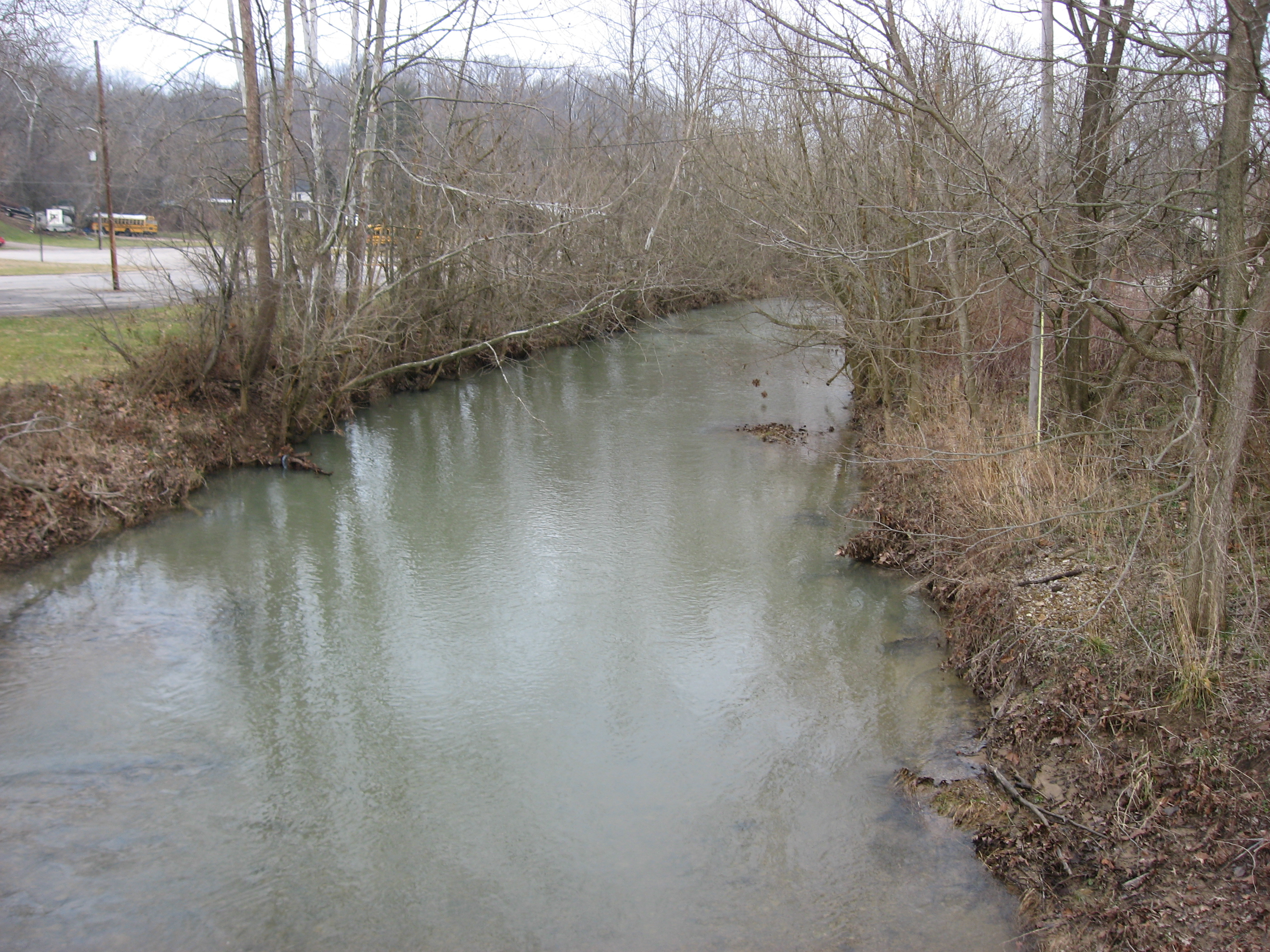
Кэмп-Форк — ручей, сыгравший заметную разрушительную роль в истории города

28 декабря 1893 года административный центр округа Крофорд был перенесен из Ливенворта в Инглиш.
Первоначально сообщество было расположено в месте слияния двух небольших ручьёв (Bird Dog Creek и Brownville Creek) с рекой Блю. В первой половине XX века это было процветающее сообщество, с населением более 800 человек к 1950 году, но затем экономическая активность замедлилась (отчасти из-за повторяющихся наводнений) и многие коммерческие учреждения закрылись. Большинство жителей теперь живут на возвышенностях, окружающих первоначальное поселение. Большая часть ранее обитаемой ровной территории была преобразована в поле для гольфа.
С 1959 по 1990 год Инглиш ещё шесть раз пострадал наводнений. Городской совет решил, что единственным решением проблемы наводнений является перенос города. Было куплено 160 акров (0,65 км2) земли на возвышенностях,  сформировано партнерство с застройщиком Lincoln Hills Development Corporation, и большая часть города была перемещена.

## География
Несмотря на то, что население города на 2020 год составляло менее семисот человек, Инглиш лишь немного отстаёт по этому показателю от Маренго — крупнейшего города округа, число жителей которого, согласно переписи 2020 года, составило 829 человек, а всё население округа Крофорд составляет менее 11 тысяч человек.
Согласно данным Бюро переписи населения США от 2010 года, общая площадь Инглиша составляет 3,04 квадратных мили (7,87 км2) и вся эта территория приходится на сушу.

## Климат
Климат в этой области характеризуется крайне изменчивыми колебаниями погоды с жарким влажным летом и холодной, в основном влажной зимой. Согласно системе классификации климата Кёппена, ранее в Инглише был влажный континентальный климат, но с момента обновления 2016 года из-за изменения климата там теперь влажный субтропический климат. Поскольку Южная Индиана находится в переходной зоне между этими двумя областями, локализованный климат не соответствует полностью ни одной из классификаций.